# Личное
«Личное» (англ. Personal Effects) — американская драма 2009 года, снятая режиссёром Дэвидом Холландером по рассказу Рика Муди «Особняк на холме».

## Сюжет
Молодой борец Уолтер бросает национальную сборную и возвращается в родной городок, где была зверски убита его сестра, чтобы поддержать мать и найти убийцу. В зале суда он встречает более зрелую женщину, Линду — одинокую мать глухого сына, испытавшую в жизни такое же горе: её мужа убил в баре пьяный собутыльник. Проходя через все унижения, уготованные для них судебной системой, они проникаются друг к другу новым чувством.

## В ролях
- Эштон Кутчер — Уолтер
- Мишель Пфайффер — Линда
- Кэти Бэйтс — Глория, мать Уолтера
- Спенсер Хадсон — Клей, сын Линды
- Джон Манн — Хэнк
- Дэвид Льюис — Брайс
- Боб ла Белл — Кэмден
- Сара Линд — Энни
- Джей Бразо — Мартин
- Алекс Паунович — Том

## Критика
Фильм, практически сразу вышедший на DVD и не увидевший большого экрана, был неоднозначно воспринят критикой. Даже в положительном отзыве на сайте Filmcritic.com, в котором комплиментов удостаиваются Мишель Пфайффер и исполнительница роли матери главного героя Кэти Бэйтс, говорится о «частичном» успехе Эштона Кутчера в неравной борьбе со сложной драматической ролью. В то же время в другой рецензии (сайт eFilmCritic.com) говорится о неровной и неглубокой режиссуре Дэвида Холландера и о примитивной игре Кутчера, играющего своего персонажа, как «пещерного человека, объясняющегося кряхтением и жестами» На сайте IMDB фильм получил от зрителей хорошую оценку, набрав с момента выхода больше шести баллов из десяти возможных.